# Barbazan-Debat
Barbazan-Debat là một xã thuộc tỉnh Hautes-Pyrénées trong vùng Occitanie tây nam nước Pháp. Khu vực này có độ cao trung bình 343 mét trên mực nước biển.